# Jesper Martendal
Jesper Sigfrid Martendal (São Paulo, 1982) é um ginete brasileiro.
Martendal nasceu em São Paulo mas, nos seus primeiros anos de vida já estava morando na cidade de Rio Claro. Pratica hipismo desde os 10 anos e, sem deixar os estudos de lado, conciliou esporte e faculdade, se formando no ano de 2003 em administração de empresas pela Universidade Metodista de Piracicaba. Desde então, além de se dedicar ao hipismo, exerce sua profissão em uma multinacional instalada em Rio Claro.
Integrou a delegação nacional que disputou os Jogos Pan-americanos de 2011 em Guadalajara, no México.